# Strada statale 381 del Passo delle Crocelle e di Valle Cupa
La strada statale 381 del Passo delle Crocelle e di Valle Cupa (SS 381), ora strada provinciale ex SS 381 del Passo delle Crocelle (SP ex SS 381) in Basilicata e strada regionale 381 Innesto sulla SS 91 (Passo delle Crocelle)-fino al confine con la Basilicata (SR 381) in Campania, è una strada regionale e provinciale italiana, di collegamento interregionale tra Basilicata e Campania.

## Percorso
La strada ha inizio distaccandosi dalla ex strada statale 93 Appulo-Lucana presso Atella e prosegue grossomodo in direzione sud-ovest, lambendo l'abitato di San Fele e raggiungendo il passo delle Crocelle (1136 m s.l.m.) scende in direzione di Muro Lucano, che non viene direttamente attraversata.
Il tracciato a questo punto segue la direttrice est-ovest, lambendo Castelgrande ed entrando in Campania: qui il tracciato passa per Laviano e deviando verso nord, si innesta sulla ex strada statale 91 della Valle del Sele, al confine tra la provincia di Salerno e quella di Avellino.
In seguito al decreto legislativo n. 112 del 1998, dal 2001 la gestione del tratto lucano è passata dall'ANAS alla Regione Basilicata che ha provveduto al trasferimento dell'infrastruttura al demanio della Provincia di Potenza; dal 17 ottobre 2001 la gestione del tratto campano è passata alla Regione Campania, che nella stessa data ha ulteriormente devoluto le competenze alla Provincia di Salerno.